# Лень Тарас Іванович
Тарас Іванович Лень (19 липня 2000, м. Тернопіль — 11 березня 2022, Київська область, Україна) — український військовослужбовець, лейтенант Збройних сил України, учасник російсько-української війни. Лицар ордена Богдана Хмельницького III ступеня (2023, посмертно), почесний громадянин міста Тернополя (2022, посмертно).

## Життєпис
Тарас Лень народився 19 липня 2000 року в Тернополі.
Випускник Тернопільської загальноосвітньої школи № 11, Коропецького обласного ліцею-інтернату з посиленою військово-фізичною підготовкою.
Після закінчення Національної академії сухопутних військ імені гетьмана Петра Сагайдачного у 2021 році, за розподілом потрапив до 10-ї окремої гірсько-штурмової бригади. Перебував у гарячій точці під Луганськом. У січні 2022 року був у відпустці, наприкінці якої, перед початком вторгнення, терміново викликаний на позиції.
З початком повномасштабного вторгнення підрозділ одним з перших виїхав на Київщину. На початку березня зв'язок з хлопцем зник. Через кілька днів дав про себе знати, надіславши рідним «смайлика». Після того зв'язок з ним обірвався назавжди.
Загинув 11 березня 2022 року в боях на Київщині. Тіло військового виявили аж на Житомирщині у вересні 2022 року Похорон — у Романовому Селі Тернопільського району, звідки весь рід хлопця по батькові, там останнім часом проживали й Тарасові батьки.

## Нагороди
- орден Богдана Хмельницького III ступеня (17 квітня 2023, посмертно) — за особисту мужність, виявлену у захисті державного суверенітету та територіальної цілісності України, самовіддане виконання військового обов'язку[1];
- почесний громадянин міста Тернополя (3 жовтня 2022, посмертно) — за вагомий особистий внесок у забезпечення суверенітету, територіальної цілісності і зміцнення обороноздатності Української держави, мужність, героїзм та самовідданість, виявлені під час бойових дій, високий професіоналізм, зразкове виконання службових обов'язків[2].